# Ikhxídides
La dinastia ikhxídida o els ikhxídides (àrab: الإِخشِيدِيُّون, al-iẖxīdiyyūn) fou una nissaga que va governar Egipte del 935 al 969, quan els fatimites van assolir el poder. El fundador fou el turc Muhàmmad ibn Tughj, nomenat governador (935) pel califa ar-Radi (934-940) a petició o per recomanació d'Abu-l-Fat·h al-Fadl ibn Jàfar ibn al-Furat, antic gran visir i que era inspector de Síria i Egipte. Muhàmmad va rebre després (937) el sobrenom d'al-Ikhxid (àrab: الإخشيد, al-Iẖxīd) perquè deia ser descendents dels ikhxids (‘reis’) de Fergana. El 941 Síria fou agregada al seu govern i el 942 el Hijaz.
A la mort d'Alí ibn al-Ikhxid, el poder fou usurpat per l'eunuc Abu-l-Misk Kàfur, que va actuar com a regent de l'hereu, l'infant Abu-l-Fawaris Àhmad ibn Alí ibn al-Ikhxid, i la nissaga es va acabar amb la conquesta del Caire pel general fatimita Jàwhar as-Siqil·lí el 969 i la deposició del darrer emir.

## Emirs ikhxídides
1. Abu-Bakr Muhàmmad ibn Tughj al-Ikhxid (935-946).
2. Abu-l-Qàssim Unujur ibn al-Ikhxid (946-961).
3. Abu-l-Hàssan Alí ibn al-Ikhshid (961-966).
4. Abu-l-Misk Kàfur (905-968) (966-968) (eunuc usurpador)
5. Abu-l-Fawaris Àhmad ibn Alí ibn al-Ikhxid (968-969).